# Сліпа Ольга Родіонівна
Ольга Родіонівна Сліпа (20 липня 1921, м-ко, нині с. Струсів, Тернопільська область — 11 травня 2003, там само) — українська громадсько-політична діячка, краєзнавець. Донька Ольги Ситник-Сліпої та Родіона Сліпого, племінниця Йосифа Сліпого.

## Життєпис
Ольга Сліпа народилася 20 липня 1921 року в містечку, нині селі Струсові Микулинецької громади Тернопільського району Тернопільської области.
Навчалася в Тернопільській гімназії «Рідна школа» (1939). Закінчив 4 курси Львівського медичного інституту (1944, нині національний медичний університет), Львівське медичне училище (1959), Львівський зооветеринарний інститут (1975, нині академія ветеринарної медицини).
Підпільниця ОУН і УПА, діяльна в Українському Червоному Хресті Чортківської округи. 
Заарештована органами НКДБ 19 грудня 1945, засуджена на 10 р. ув'язнення. Після звільнення працювала
патронажною медсестрою Давидівської дільничної лікарні
Пустомитівського району, лаборанткою у Львівському медичному та зооветеринарному інститутах.
Від 1989 року проживала в Струсові, де зібрала матеріали для місцевого історико-краєзнавчого музею. Співробітник Музею-заповідника Йосифа Сліпого в с. Заздрості (нині Тернопільського району).
Померла 11 травня 2003 року в рідному селі, де й похована.

## Доробок
Автор і співавтор науково-популярних праць, статей про визначних людей Теребовлянщини.

## Вшанування пам'яті
2005 року видано книгу «Нескорена струсів'янка Ольга Сліпа».